# Septorella
Septorella,  fosilni rod parožina iz porodice Clavatoraceae. Isprva je bila monotipična, kasnije je uključena još jedna vrsta.

## Vrste
1. Septorella brachycera Grambast
2. Septorella ultima Grambast